# Magalhães Barata
Pour les articles homonymes, voir Magalhães.
Magalhães Barata est une municipalité brésilienne située dans l'État du Pará.

## Personnalités liées
Rony (1995-), footballeur